# Marcilhac-sur-Célé
Marcilhac-sur-Célé [maʁsijak syʁ sele] est une commune française, située dans le centre du département du Lot en région Occitanie (région Midi-Pyrénées avant 2016).
Elle est également dans le causse de Cajarc, le plus petit des quatre causses du Quercy, enserré dans les méandres du Lot et du Célé.
Exposée à un climat océanique altéré, elle est drainée par le Célé et par divers autres petits cours d'eau. Incluse dans le parc naturel régional des Causses du Quercy, qui a depuis 2017 le label de géoparc mondial Unesco, la commune possède un patrimoine naturel remarquable : un site Natura 2000 (la « basse vallée du Célé »), deux espaces protégés (les « falaises lotoises (rapaces) » et le « géoparc des causses du Quercy ») et six zones naturelles d'intérêt écologique, faunistique et floristique.
Marcilhac-sur-Célé est une commune rurale qui compte 183 habitants en 2022, après avoir connu un pic de population de 933 habitants en 1861.  Ses habitants sont appelés les Marcilhacois ou  Marcilhacoises.

## Géographie
Le village dans son écrin de falaises ocre et blanches, se serre, avec ses hôtels et son gîte, autour des restes de son abbaye bénédictine dont la partie gothique sert d'église (fresques).
Dans la vallée du Célé, Marcilhac est à 36 km de Figeac et à 47 km de Cahors.

### Communes limitrophes
Les communes limitrophes sont Blars, Espédaillac, Larnagol, Saint-Chels, Saint-Sulpice et Sauliac-sur-Célé.
| Blars            | Espédaillac (sur 60 m) | Saint-Sulpice |
| Sauliac-sur-Célé | Marcilhac-sur-Célé     | Saint-Chels   |
|                  | Larnagol               |               |

### Hydrogéologie
La commune est arrosée par le Célé.
La résurgence du Ressel s'ouvre dans le lit du Célé à un kilomètre au nord du centre du village.
C'est un regard sur un vaste réseau noyé dit "Gramat-Sud" qui draine 330 km2 de causse de Gramat situé au nord. Il est essentiellement alimenté par des pertes sur fracturation (Assier, Pech d'Amont, etc.) et par les eaux d'infiltration diffuse.
Le plongeur Jochen Hasenmayer explore la cavité en 1980 et 1981. Le 22 avril 1981, à 900 m de l'entrée, il explore des galeries inférieures et à 1 200 m, il dépasse la profondeur de 60 m. À 1 135 m, il découvre le départ amont vers l'intérieur du causse de Gramat. Il revient le 26 avril 1981 avec un propulseur de plongée (scooter) pour une plongée de 10h15. Il explore des galeries de plus de 10 m de large et à 1 500 m de l'entrée, et à plus de 60 m de profondeur, il s'élève de 20 m dans un immense puits remontant. Il s'arrête finalement à la profondeur −20 m à 1 755 m de l'entrée. Pour lui, la résurgence dans le Célé n'est qu'un regard sur un vaste réseau ancien s'étendant jusqu'au Lot et la vallée du Célé comporterait 50 m de sédiments.
Le 12 août 1990 à 15 h 50, le premier siphon du Ressel est franchi par Olivier Isler et son équipe franco-anglaise. Ils dépassent de 110 m le terminus de Hasenmayer et émerge dans un plan d'eau de 8 m par 5.
En mai 2011, Ric Stanton (en) et John Volanthen atteignent une distance de 6,3 kilomètres et dépassent le terminus de l'époque de 805 mètres supplémentaires lors d'une plongée de 2 jours au Ressel. Un documentaire vidéo est réalisé par le Dark-Group en septembre 2012.

### Climat
Pour des articles plus généraux, voir Climat de l'Occitanie et Climat du Lot.
En 2010, le climat de la commune est de type climat océanique altéré, selon une étude s'appuyant sur une série de données couvrant la période 1971-2000. En 2020, Météo-France publie une typologie des climats de la France métropolitaine dans laquelle la commune est toujours exposée à un climat océanique altéré et est dans la région climatique Ouest et nord-ouest du Massif Central, caractérisée par une pluviométrie annuelle de 900 à 1 500 mm, maximale en automne et en hiver.
Pour la période 1971-2000, la température annuelle moyenne est de 12,4 °C, avec une amplitude thermique annuelle de 16,5 °C. Le cumul annuel moyen de précipitations est de 926 mm, avec 9,1 jours de précipitations en janvier et 6,3 jours en juillet. Pour la période 1991-2020, la température moyenne annuelle observée sur la station météorologique la plus proche, située sur la commune de Faycelles à 17 km à vol d'oiseau, est de 13,1 °C et le cumul annuel moyen de précipitations est de 806,2 mm,. Pour l'avenir, les paramètres climatiques de la commune estimés pour 2050 selon différents scénarios d’émission de gaz à effet de serre sont consultables sur un site dédié publié par Météo-France en novembre 2022.

### Milieux naturels et biodiversité

#### Espaces protégés
La protection réglementaire est le mode d’intervention le plus fort pour préserver des espaces naturels remarquables et leur biodiversité associée,.
La commune fait partie du parc naturel régional des Causses du Quercy, un espace protégé créé en 1999 et d'une superficie de 183 039 ha, qui s'étend sur 102 communes du département du Lot. La cohérence du territoire du Parc s’est fondée sur l’unité géologique d’un même socle de massif karstique, entaillé de profondes vallées. Le périmètre repose sur une unité de paysages autour de la pierre et du bâti (souvent en pierre sèche), de l’empreinte des pelouses sèches et du pastoralisme et de l’omniprésence des patrimoines naturels et culturels,. Ce parc a été classé Géoparc en mai 2017 sous la dénomination « géoparc des causses du Quercy », faisant dès lors partie du réseau mondial des Géoparcs, soutenu par l’UNESCO,.
Un  autre espace protégé est présent sur la commune : 
les « falaises lotoises (rapaces) », objet d'un arrêté de protection de biotope, d'une superficie de 6,6 ha.

#### Réseau Natura 2000

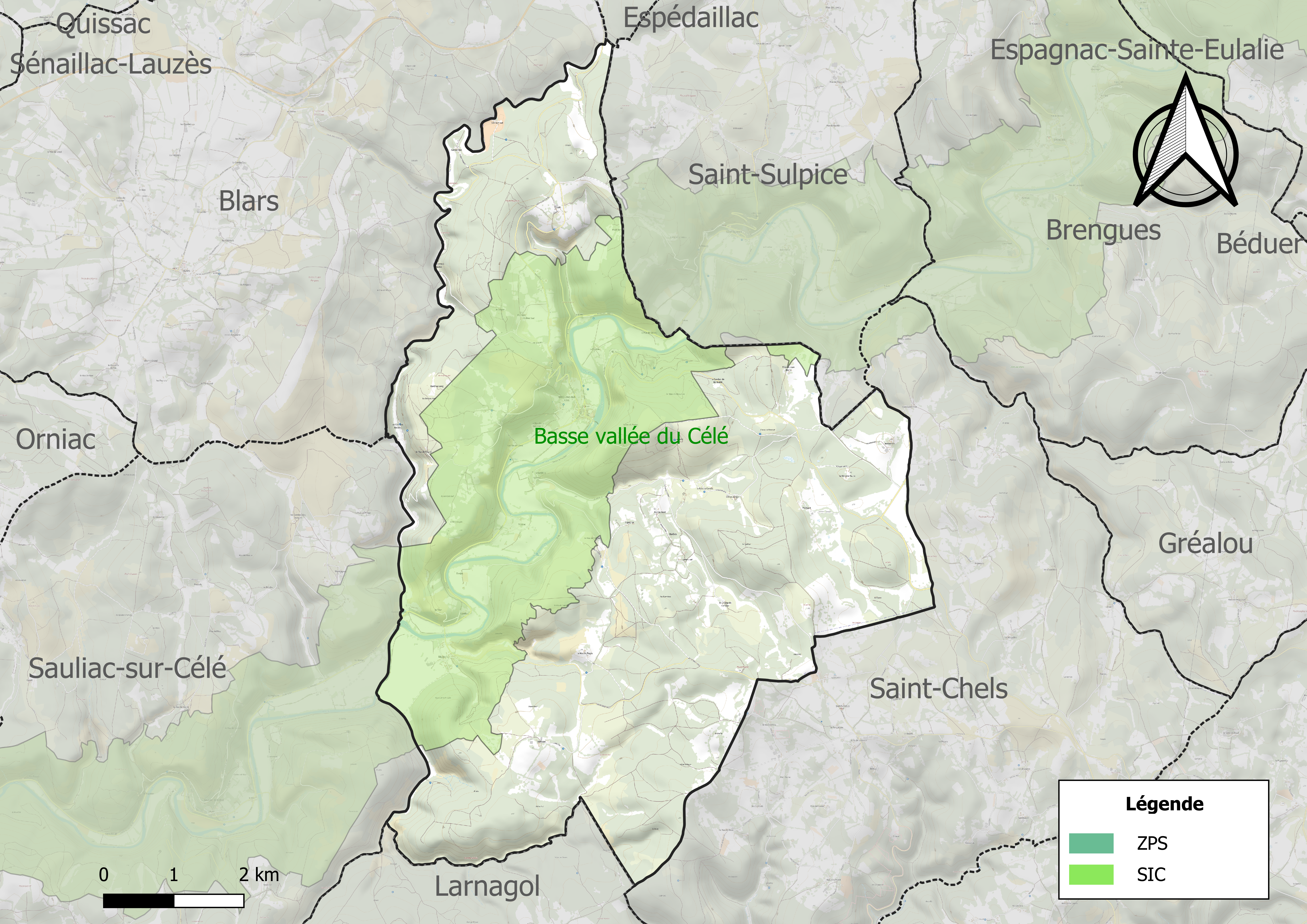
Site Natura 2000 sur le territoire communal.

Le réseau Natura 2000 est un réseau écologique européen de sites naturels d'intérêt écologique élaboré à partir des directives habitats et oiseaux, constitué de zones spéciales de conservation (ZSC) et de zones de protection spéciale (ZPS).
Un site Natura 2000 a été défini sur la commune au titre de la directive habitats : la « basse vallée du Célé », d'une superficie de 4 702 ha, abritant une faune, une flore et des milieux naturels remarquables, riches et diversifiés. 15 habitats naturels et  18 espèces, désignés au titre de la directive habitats, y ont été identifiés. Ont également été, mis en évidence la présence de plusieurs espèces remarquables et patrimoniales d'oiseaux, dont le Hibou grand-duc, le Faucon pèlerin et le Circaète Jean-le-Blanc (inscrits à la directive oiseaux).

#### Zones naturelles d'intérêt écologique, faunistique et floristique
L’inventaire des zones naturelles d'intérêt écologique, faunistique et floristique (ZNIEFF) a pour objectif de réaliser une couverture des zones les plus intéressantes sur le plan écologique, essentiellement dans la perspective d’améliorer la connaissance du patrimoine naturel national et de fournir aux différents décideurs un outil d’aide à la prise en compte de l’environnement dans l’aménagement du territoire.
Cinq ZNIEFF de type 1 sont recensées sur la commune :
- les « bois et prairies du vallon du Verboul et des combes tributaires » (841 ha), couvrant 4 communes du département[25] ;
- le « Clau de Mayou et pelouses sèches des boissières » (850 ha), couvrant 3 communes du département[26] ;
- les « combe de Bazos, bois de Mars, Camp du Verdier et pech de Fourès » (590 ha), couvrant 4 communes du département[27] ;
- les « pelouses landes et bois de la combe Bédis, du pech Ladret et du bois Commun » (843 ha), couvrant 4 communes du département[28] ;
- la « rivière Célé » (1 383 ha), couvrant 15 communes du département[29] ;

et une ZNIEFF de type 2, : 
la « basse vallée du Célé » (4 063 ha), couvrant 15 communes du département.

Cartes des ZNIEFF de type 1 et 2 à Marcilhac-sur-Célé.
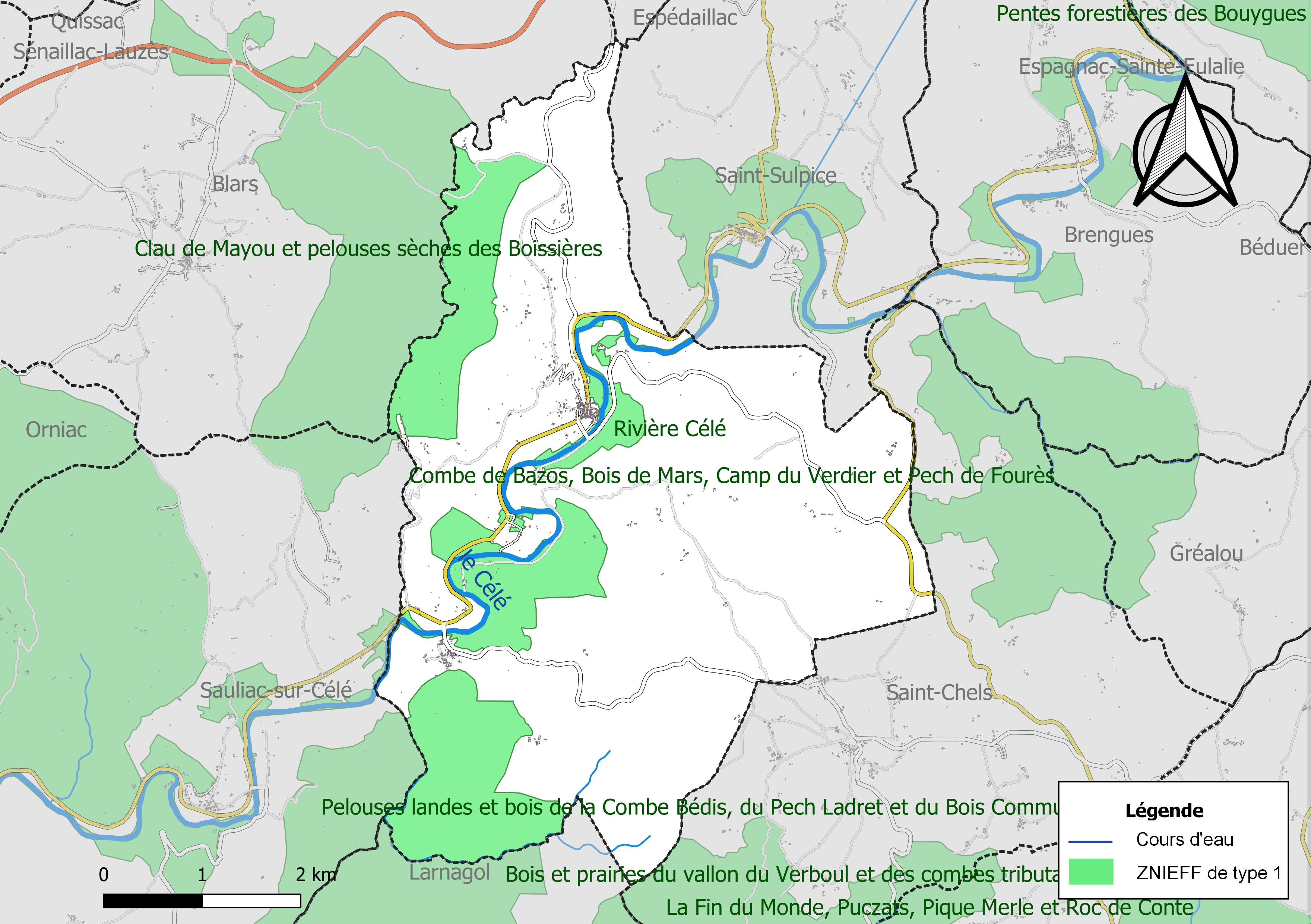
Carte des ZNIEFF de type 1 sur la commune.
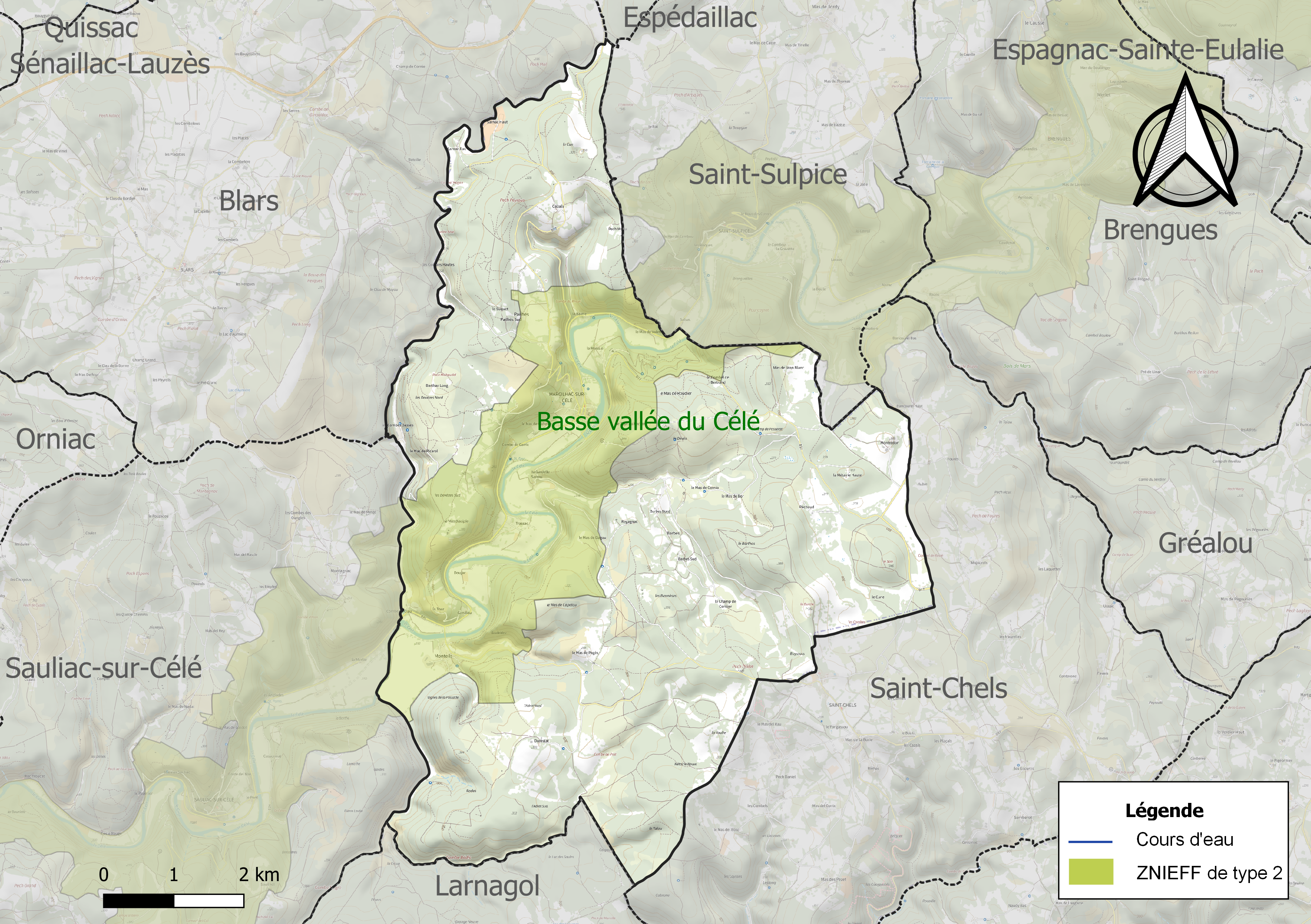
Carte de la ZNIEFF de type 2 sur la commune.

## Urbanisme

### Typologie
Au 1er janvier 2024, Marcilhac-sur-Célé est catégorisée commune rurale à habitat très dispersé, selon la nouvelle grille communale de densité à sept niveaux définie par l'Insee en 2022.
Elle est située hors unité urbaine et hors attraction des villes,.

### Occupation des sols

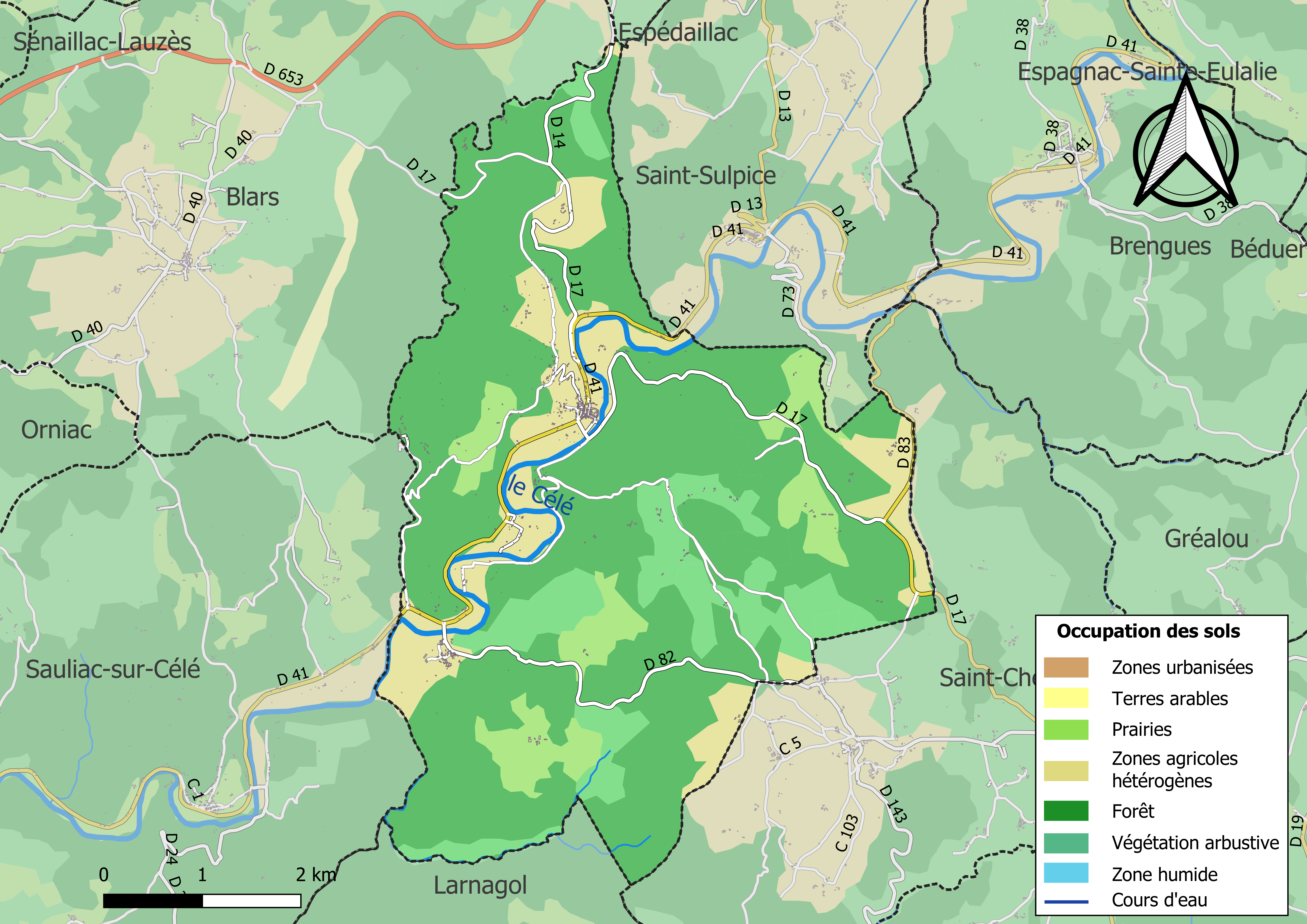
Carte des infrastructures et de l'occupation des sols de la commune en 2018 (CLC).

L'occupation des sols de la commune, telle qu'elle ressort de la base de données européenne d’occupation biophysique des sols Corine Land Cover (CLC), est marquée par l'importance des forêts et milieux semi-naturels (76,7 % en 2018), en augmentation par rapport à 1990 (75,3 %). La répartition détaillée en 2018 est la suivante : 
forêts (64,8 %), zones agricoles hétérogènes (15,5 %), milieux à végétation arbustive et/ou herbacée (11,9 %), prairies (7,9 %).
L'IGN met par ailleurs à disposition un outil en ligne permettant de comparer l’évolution dans le temps de l’occupation des sols de la commune (ou de territoires à des échelles différentes). Plusieurs époques sont accessibles sous forme de cartes ou photos aériennes : la carte de Cassini (XVIIIe siècle), la carte d'état-major (1820-1866) et la période actuelle (1950 à aujourd'hui).

### Risques majeurs
Le territoire de la commune de Marcilhac-sur-Célé est vulnérable à différents aléas naturels : météorologiques (tempête, orage, neige, grand froid, canicule ou sécheresse), inondations, feux de forêts, mouvements de terrains et séisme (sismicité très faible). Il est également exposé à un risque technologique, la rupture d'un barrage. Un site publié par le BRGM permet d'évaluer simplement et rapidement les risques d'un bien localisé soit par son adresse soit par le numéro de sa parcelle.

#### Risques naturels
Certaines parties du territoire communal sont susceptibles d’être affectées par le risque d’inondation par débordement de cours d'eau, notamment le Célé. La cartographie des zones inondables en ex-Midi-Pyrénées réalisée dans le cadre du XIe Contrat de plan État-région, visant à informer les citoyens et les décideurs sur le risque d’inondation, est accessible sur le site de la DREAL Occitanie. La commune a été reconnue en état de catastrophe naturelle au titre des dommages causés par les inondations et coulées de boue survenues en 1982, 1988, 1999 et 2003,.
Marcilhac-sur-Célé est exposée au risque de feu de forêt. Un plan départemental de protection des forêts contre les incendies a été approuvé par arrêté préfectoral le 30 novembre 2015 pour la période 2015-2025. Les propriétaires doivent ainsi couper les broussailles, les arbustes et les branches basses sur une profondeur de 50 mètres, aux abords des constructions, chantiers, travaux et installations de toute nature, situées à moins de 200 mètres de terrains en nature
de bois, forêts, plantations, reboisements, landes ou friches. Le brûlage des déchets issus de l’entretien des parcs et jardins des ménages et des collectivités est interdit. L’écobuage est également interdit, ainsi que les feux de type méchouis et barbecues, à l’exception de ceux prévus dans des installations fixes (non situées sous couvert d'arbres) constituant une dépendance d'habitation.

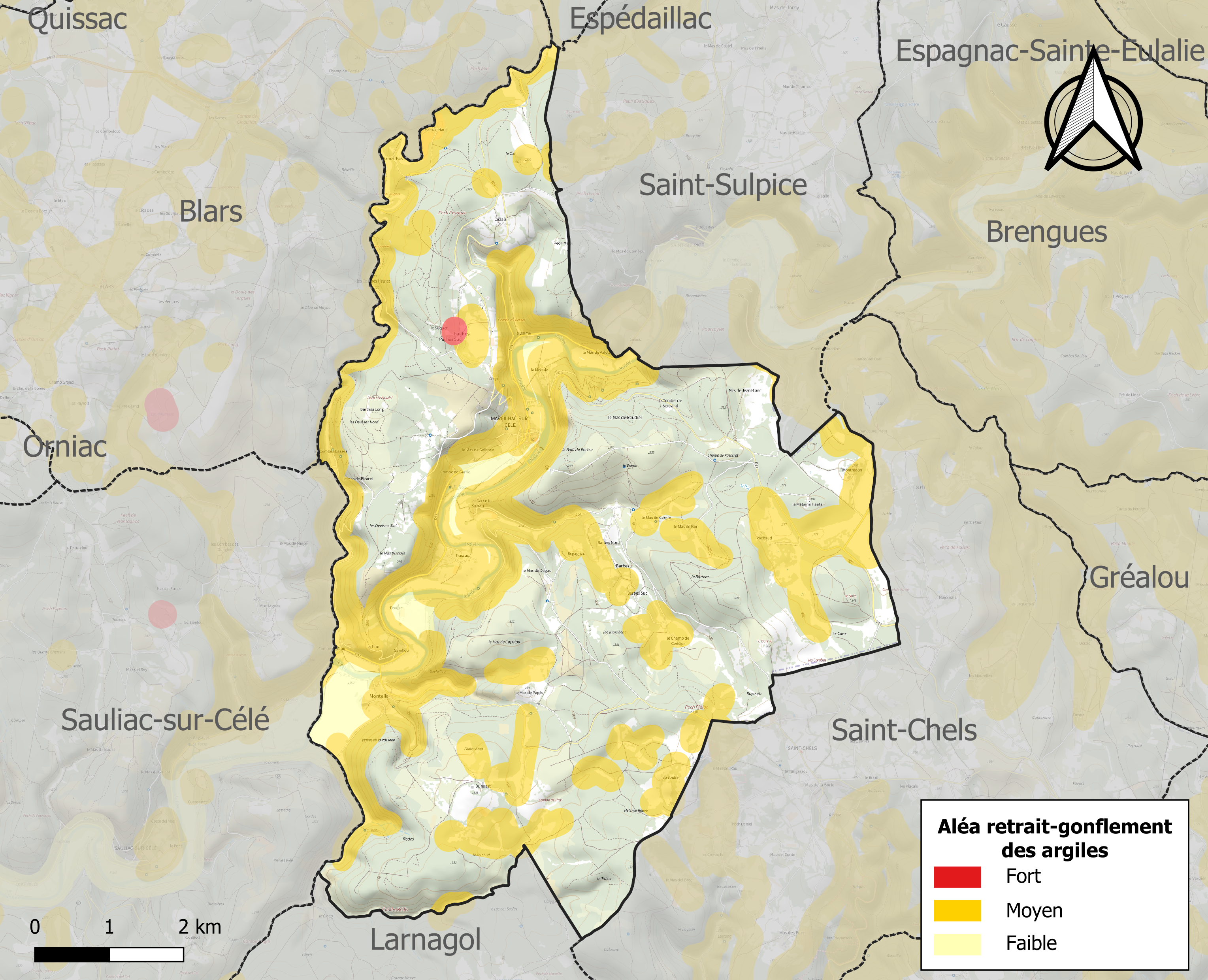
Carte des zones d'aléa retrait-gonflement des sols argileux de Marcilhac-sur-Célé.

Les mouvements de terrains susceptibles de se produire sur la commune sont des affaissements et effondrements liés aux cavités souterraines (hors mines) et des éboulements, chutes de pierres et de blocs. Par ailleurs, afin de mieux appréhender le risque d’affaissement de terrain, l'inventaire national des cavités souterraines permet de localiser celles situées sur la commune.
Le retrait-gonflement des sols argileux est susceptible d'engendrer des dommages importants aux bâtiments en cas d’alternance de périodes de sécheresse et de pluie. 38,6 % de la superficie communale est en aléa moyen ou fort (67,7 % au niveau départemental et 48,5 % au niveau national). Sur les 264 bâtiments dénombrés sur la commune en 2019, 200 sont en aléa moyen ou fort, soit 76 %, à comparer aux 72 % au niveau départemental et 54 % au niveau national. Une cartographie de l'exposition du territoire national au retrait gonflement des sols argileux est disponible sur le site du BRGM,.
Par ailleurs, afin de mieux appréhender le risque d’affaissement de terrain, l'inventaire national des cavités souterraines permet de localiser celles situées sur la commune.
Concernant les mouvements de terrains, la commune a été reconnue en état de catastrophe naturelle au titre des dommages causés par des mouvements de terrain en 1999.

#### Risques technologiques
La commune est en outre située en aval des barrages de Grandval et de Sarrans, des ouvrages de classe A disposant d'une retenue de respectivement 270,6 millions et 296 millions de mètres cubes,. À ce titre elle est susceptible d’être touchée par l’onde de submersion consécutive à la rupture d'un de ces ouvrages.

## Toponymie

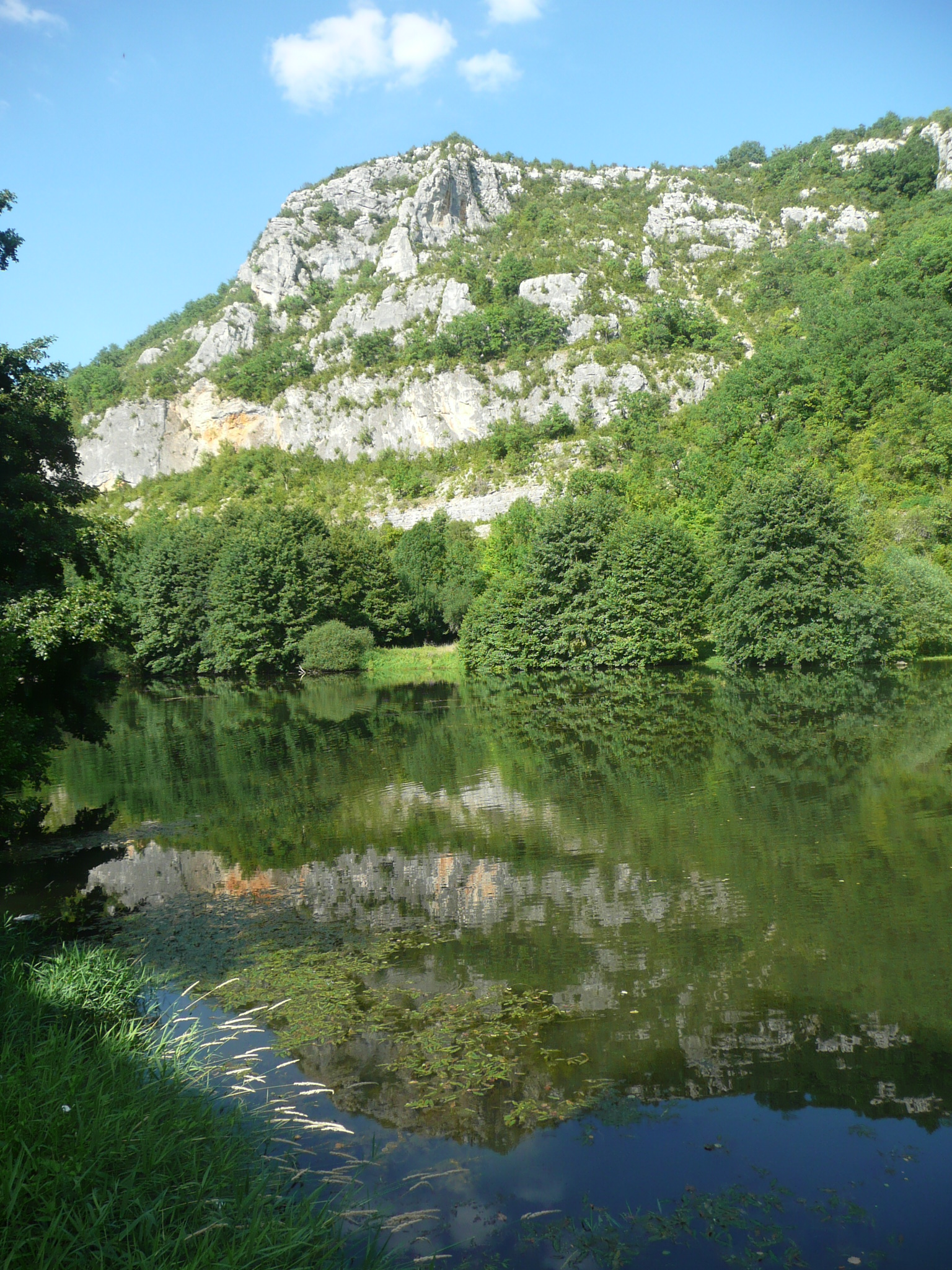
Le Célé qui coule à Marcilhac

Le toponyme Marcilhac-sur-Célé est composé de Marcilhac qui est basé sur l'anthroponyme latin ou roman Marcilius ou de Marcellius. La terminaison -ac est issue du suffixe gaulois -acon (lui-même du celtique commun *-āko-), souvent latinisé en -acum dans les textes. Marcilhac est suivi par Célé qui est le nom de la rivière qui traverse la commune.

## Le pèlerinage de Compostelle
Sur la via Podiensis du pèlerinage de Saint-Jacques-de-Compostelle, par la variante dite de la vallée du Célé, on vient d'Espagnac-Sainte-Eulalie ; la prochaine commune sur ce même itinéraire est Sauliac-sur-Célé, et sa chapelle Notre-Dame-du-Roc-Traoucat (le rocher troué).

## Histoire
Le testament de saint Didier rédigé au VIIe siècle mentionne pour la première fois l'existence de Marcilhac.

## Héraldique
| Blason de Marcilhac-sur-Célé | Blason  | D'azur au marteau d'armes d'argent.              |
| Blason de Marcilhac-sur-Célé | Détails | Le statut officiel du blason reste à déterminer. |

## Politique et administration
| Période                                  | Période  | Identité                  | Étiquette | Qualité |
| ---------------------------------------- | -------- | ------------------------- | --------- | ------- |
| 1801                                     | 1812     | Thomas Salgues            |           |         |
| 1812                                     | 1819     | Yon Labarthe              |           |         |
| 1820                                     | 1826     | Jean Baptiste Nadal       |           |         |
| 1826                                     | 1830     | Joseph Salgues            |           |         |
| 1831                                     | 1834     | Jean Baptiste Laguesquie  |           |         |
| 1834                                     | 1855     | Augustin Nadal            |           |         |
| 1855                                     | 1860     | Louis Gratusse            |           |         |
| 1861                                     | 1867     | Louis Salgues De Genies   |           |         |
| 1867                                     | 1870     | Louis Tressens            |           |         |
| 1870                                     | 1879     | Auguste Duffour           |           |         |
| 1879                                     | 1884     | Louis Courbes             |           |         |
| 1884                                     | 1890     | Auguste Duffour           |           |         |
| 1890                                     | 1896     | Gabriel Salgues De Genies |           |         |
| 05.1896                                  | 08.1896  | Adolphe Couderc           |           |         |
| 1896                                     | 1898     | Auguste Delmas            |           |         |
| 1898                                     | 1900     | Adolphe Couderc           |           |         |
| 1900                                     | 1903     | Gabriel Salgues De Genies |           |         |
| ...                                      | 1989     | Jean Delmas               |           |         |
| 2001                                     |          | Jean-Paul Mignat          |           |         |
| mars 2001                                | 2014     | Michel Delpech            |           |         |
| mars 2014                                | En cours | Marie Dumartin            |           |         |
| Les données manquantes sont à compléter. |          |                           |           |         |

## Démographie
L'évolution du nombre d'habitants est connue à travers les recensements de la population effectués dans la commune depuis 1793. Pour les communes de moins de 10 000 habitants, une enquête de recensement portant sur toute la population est réalisée tous les cinq ans, les populations de référence des années intermédiaires étant quant à elles estimées par interpolation ou extrapolation. Pour la commune, le premier recensement exhaustif entrant dans le cadre du nouveau dispositif a été réalisé en 2007.

En 2022, la commune comptait 183 habitants, en évolution de −7,58 % par rapport à 2016 (Lot : +1,31 %, France hors Mayotte : +2,11 %).
| 1793 | 1800 | 1806 | 1821 | 1831 | 1836 | 1841 | 1846 | 1851 |
| ---- | ---- | ---- | ---- | ---- | ---- | ---- | ---- | ---- |
| 814  | 880  | 913  | 881  | 852  | 817  | 813  | 854  | 860  |

| 1856 | 1861 | 1866 | 1872 | 1876 | 1881 | 1886 | 1891 | 1896 |
| ---- | ---- | ---- | ---- | ---- | ---- | ---- | ---- | ---- |
| 875  | 933  | 857  | 882  | 855  | 813  | 807  | 762  | 724  |

| 1901 | 1906 | 1911 | 1921 | 1926 | 1931 | 1936 | 1946 | 1954 |
| ---- | ---- | ---- | ---- | ---- | ---- | ---- | ---- | ---- |
| 707  | 621  | 602  | 557  | 507  | 502  | 436  | 345  | 276  |

| 1962 | 1968 | 1975 | 1982 | 1990 | 1999 | 2006 | 2007 | 2012 |
| ---- | ---- | ---- | ---- | ---- | ---- | ---- | ---- | ---- |
| 271  | 270  | 260  | 240  | 196  | 194  | 199  | 200  | 190  |

| 2017 | 2022 | - | - | - | - | - | - | - |
| ---- | ---- | - | - | - | - | - | - | - |
| 200  | 183  | - | - | - | - | - | - | - |

## Économie

### Revenus
En 2018, la commune compte 102 ménages fiscaux, regroupant 180 personnes. La médiane du revenu disponible par unité de consommation est de 17 880 € (20 740 € dans le département).

### Emploi
|                | 2008  | 2013  | 2018   |
| -------------- | ----- | ----- | ------ |
| Commune        | 6,3 % | 8,7 % | 12,3 % |
| Département    | 7,3 % | 8,9 % | 9,6 %  |
| France entière | 8,3 % | 10 %  | 10 %   |

En 2018, la population âgée de 15 à 64 ans s'élève à 108 personnes, parmi lesquelles on compte 79,2 % d'actifs (67 % ayant un emploi et 12,3 % de chômeurs) et 20,8 % d'inactifs,. En  2018, le taux de chômage communal (au sens du recensement) des 15-64 ans est supérieur à celui du département et de la France, alors qu'en 2008 la situation était inverse.
La commune est hors attraction des villes,. Elle compte 54 emplois en 2018, contre 51 en 2013 et 37 en 2008. Le nombre d'actifs ayant un emploi résidant dans la commune est de 75, soit un indicateur de concentration d'emploi de 71,4 % et un taux d'activité parmi les 15 ans ou plus de 47,3 %.
Sur ces 75 actifs de 15 ans ou plus ayant un emploi, 44 travaillent dans la commune, soit 58 % des habitants. Pour se rendre au travail, 70,3 % des habitants utilisent un véhicule personnel ou de fonction à quatre roues, 2,7 % les transports en commun, 2,7 % s'y rendent en deux-roues, à vélo ou à pied et 24,3 % n'ont pas besoin de transport (travail au domicile).

### Activités hors agriculture
31 établissements sont implantés  à Marcilhac-sur-Célé au 31 décembre 2019. Le tableau ci-dessous en détaille le nombre par secteur d'activité et compare les ratios avec ceux du département,.
| Secteur d'activité                                                                                        | Commune | Commune | Département |
| Secteur d'activité                                                                                        | Nombre  | %       | %           |
| --- | ------- | ------- | ----------- |
| Ensemble                                                                                                  | 31      |         |             |
| Industrie manufacturière, industries extractives et autres                                                | 9       | 29 %    | (14 %)      |
| Construction                                                                                              | 4       | 12,9 %  | (13,9 %)    |
| Commerce de gros et de détail, transports, hébergement et restauration                                    | 13      | 41,9 %  | (29,9 %)    |
| Activités spécialisées, scientifiques et techniques et activités de services administratifs et de soutien | 1       | 3,2 %   | (13,5 %)    |
| Administration publique, enseignement, santé humaine et action sociale                                    | 3       | 9,7 %   | (12 %)      |
| Autres activités de services                                                                              | 1       | 3,2 %   | (8,7 %)     |

Le secteur du commerce de gros et de détail, des transports, de l'hébergement et de la restauration est prépondérant sur la commune puisqu'il représente 41,9 % du nombre total d'établissements de la commune (13 sur les 31 entreprises implantées  à Marcilhac-sur-Célé), contre 29,9 % au niveau départemental.

### Agriculture
|               | 1988 | 2000 | 2010 | 2020 |
| ------------- | ---- | ---- | ---- | ---- |
| Exploitations | 22   | 15   | 8    | 8    |
| SAU (ha)      | 732  | 802  | 670  | 718  |

La commune est dans les Causses », une petite région agricole occupant une grande partie centrale du département du Lot. En 2020, l'orientation technico-économique de l'agriculture  sur la commune est l'élevage d'ovins ou de caprins. Huit exploitations agricoles ayant leur siège dans la commune sont dénombrées lors du recensement agricole de 2020 (22 en 1988). La superficie agricole utilisée est de 718 ha,,.

## Culture locale et patrimoine

### Lieux et monuments
- Sentier de grande randonnée GR 651 variante par la vallée du Célé de la Via Podiensis.

### Patrimoine religieux
- Abbaye Saint-Pierre de Marcilhac-sur-Célé.  Classé MH (1906, L'église ; les ruines des cloîtres contigüs à l'église et les ruines attenant aux cloîtres),  Classé MH (1939, Les immeubles aux abords de l'église),  Inscrit MH (1965, La porte sud de l'enceinte, c'est-à-dire les deux maisons anciennes, le mur auquel ces maisons sont adossées et la partie dont ce mur est percé)[53].
- Chapelle de Pailhès.

### Patrimoine civil
- La maison du Roy

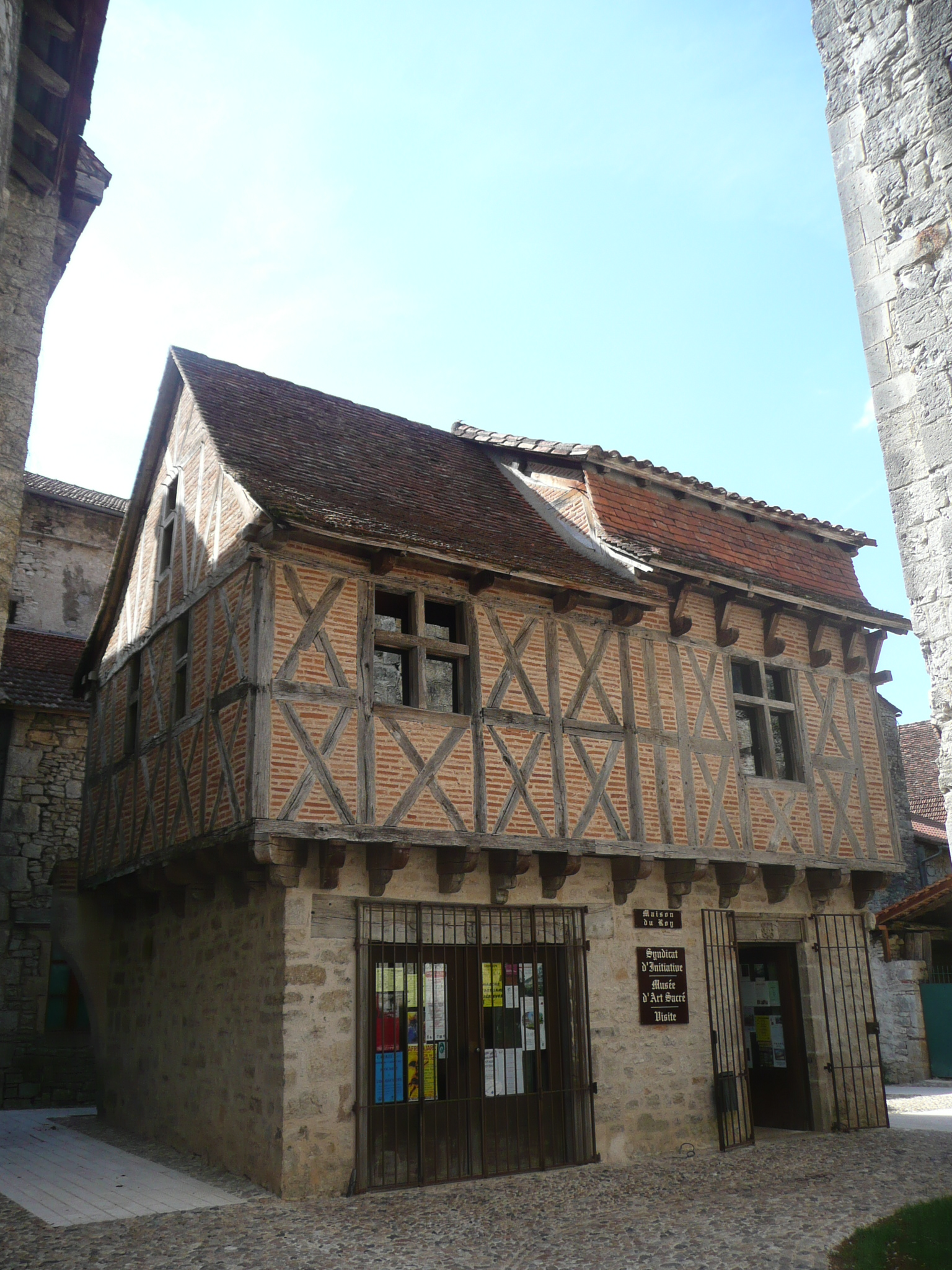
La maison du Roy.

Cette maison, située dans l'enceinte de l'abbaye, daterait du XVIe siècle. Elle servait à l'accueil des pèlerins.
Elle est aujourd'hui le siège de l'Office de Tourisme du Pays de Figeac-Cajarc et de l'Association des Amis de l'Abbaye. On peut y découvrir un musée d'art sacré qui regroupe le mobilier le plus remarquable de l'abbaye. L'édifice est classé au titre des monuments historiques en 1939.
- Le puits romain

L'origine du nom de cette citerne à ciel ouvert, visible à la limite de la commune de Saint-Chels, est incertaine. Cette construction en pierre sèche possède un escalier intérieur permettant d'y descendre pour y puiser l'eau, quel que soit son niveau. Les causses calcaires ne présentent pas de ruisseaux, l'eau s'infiltrant immédiatement, d'où l'intérêt de telles constructions.
La légende veut que ce puits devait alimenter en eau une villa gallo-romaine construite sur un point culminant, par un nommé « Marcellus », donnant ainsi son nom au village. L'édifice est inscrit au titre des monuments historiques en 1979.
- Les caselles

La commune de Marcilhac est réputée pour le nombre de caselles que l'on trouve sur son plateau, aux alentours de 400.
Ces constructions en pierre sèche, réalisées par les bergers entre les XVIIIe et XIXe siècles, pouvaient leur servir d'abri. Elles peuvent être carrées, rondes, avec un étage, une cheminée...
Une procédure de protection de ce patrimoine est en cours avec le conseil général du Lot.
On remarquera sur les plateaux la présence des murs en pierre sèche et des « cayrous » (entassements de pierres enlevées des champs) typiques des causses calcaires.
- La grotte de Bellevue

La grotte fut découverte en 1964 par Raymond Cabrignac et ouverte au public deux ans plus tard. Elle s'ouvre par un portique de 2 à 3 m et se compose de trois grandes salles aux concrétions coralliennes rouge (oxyde de fer) et blanc (calcite), avec des stalactites très fines qualifiées de « macaronis ».

### Les dolmens
On peut observer la présence de plusieurs dolmens. Ils témoignent de l'activité humaine préhistorique vers le IIIe millénaire av. J.-C.
- Dolmens de la Combe-de-Saule :

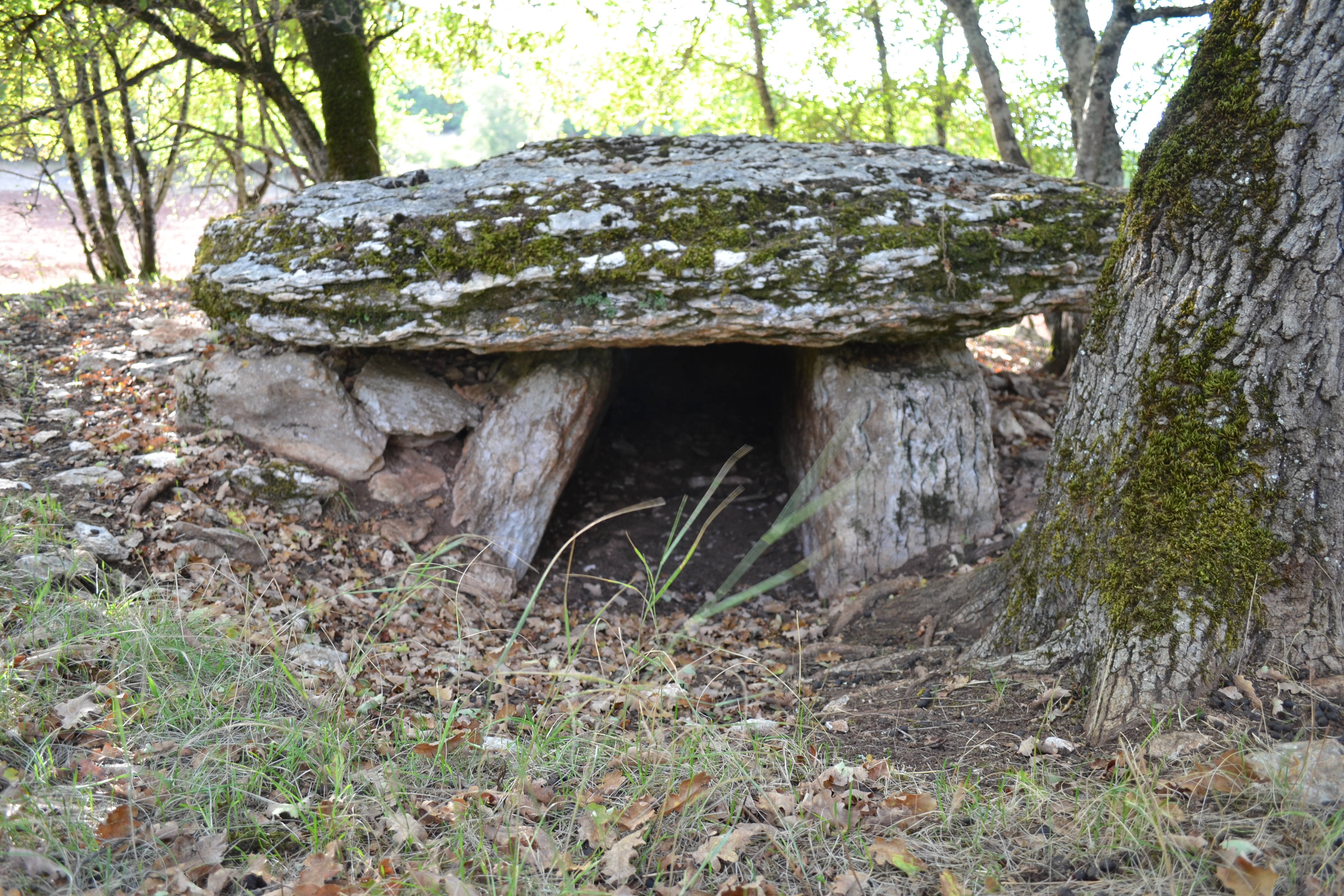
Dolmen de la Combe-de-Saule no 2

C'est un ensemble de trois dolmens situés à quelques centaines de mètres les uns des autres au bord d'une doline. Le dolmen n°1 a perdu sa table et les orthostats sont en partie arasés. 44° 32′ 19″ N, 1° 48′ 54″ E  Le dolmen no 2 est une construction de belle allure avec une table de 5 mètres de long pour 3 mètres de large. Le tumulus est bien conservé. 44° 32′ 13″ N, 1° 48′ 48″ E Les fouilles archéologiques ont permis d'y découvrir un riche mobilier (perles en coquillage, 1 pointe de javelot et des anneau de bronze). Il a été classé Monument historique le 29 février 2012. La table du dolmen n°3 est brisée en 3 morceaux mais la construction a gardé son allure d'ensemble.44° 32′ 30″ N, 1° 48′ 48″ E
- Dolmen de la Devèze-sud :

Il a fait l'objet d'une première fouille archéologique en 1963-1964, menée par Jean Clottes et Jean-Pierre Lagasquie. Cette fouille avait révélé 16 squelettes ainsi qu'un mobilier funéraire composé de 51 boutons prismatiques en os qui avaient permis de dater la sépulture du chalcolithique / Bronze ancien. La deuxième campagne de fouille, menée en 1992-1993-1994 par Jean-Pierre Lagasquie, Dominique Barreau et Alain Rocher, s'est plus spécialement intéressée à la construction de son grand tumulus (16 mètres de diamètre pour une hauteur moyenne de 1,40 mètre). Le dolmen est un dolmen simple caractérisé par une structure parementée quadrangulaire délimitée par une murette en pierres sèches. Cette première construction a été alors abandonnée. L'entrée a été obstruée par le dépôt de blocs entassés jusqu'au niveau de la table, et de grandes dalles sont disposées « en écaille » tout autour de la construction. Dans un second temps, une tranchée a été pratiquée dans la structure, devant la chambre sépulcrale, et celle-ci  a été partiellement vidée. Puis la tranchée a été remblayée. À l'Âge du fer, trois nouvelles tombes, sous forme de caissons, sont mises en place devant et  sur les côtés de la chambre. La table a été brisée à une époque ultérieure indéterminée.  Inscrit MH (1997) Notice no PA46000006, sur la plateforme ouverte du patrimoine, base Mérimée, ministère français de la Culture. 44° 32′ 28″ N, 1° 45′ 07″ E
- Dolmen du Cune appelé aussi Dolmen de Majourals :

Le tumulus a été en partie détruit par la construction de la D82 mais le dolmen est encore en bon état. À proximité immédiate, sur le pech de "La Sole" on peut voir d'importants affleurements de dalles calcaires qui ont dû servir à la construction des nombreux autres dolmens avoisinants. 44° 32′ 12″ N, 1° 48′ 47″ E
- Dolmen des Combes-Hautes : c'est un beau dolmen qui a conservé son tumulus. 44° 34′ 03″ N, 1° 45′ 43″ E
- Dolmen Mas-Jean-Blanc (appelé aussi dolmen de la Borie-Haute) : magistral dolmen avec une table dont le poids est estimé à 19 tonnes. 44° 33′ 05″ N, 1° 48′ 09″ E

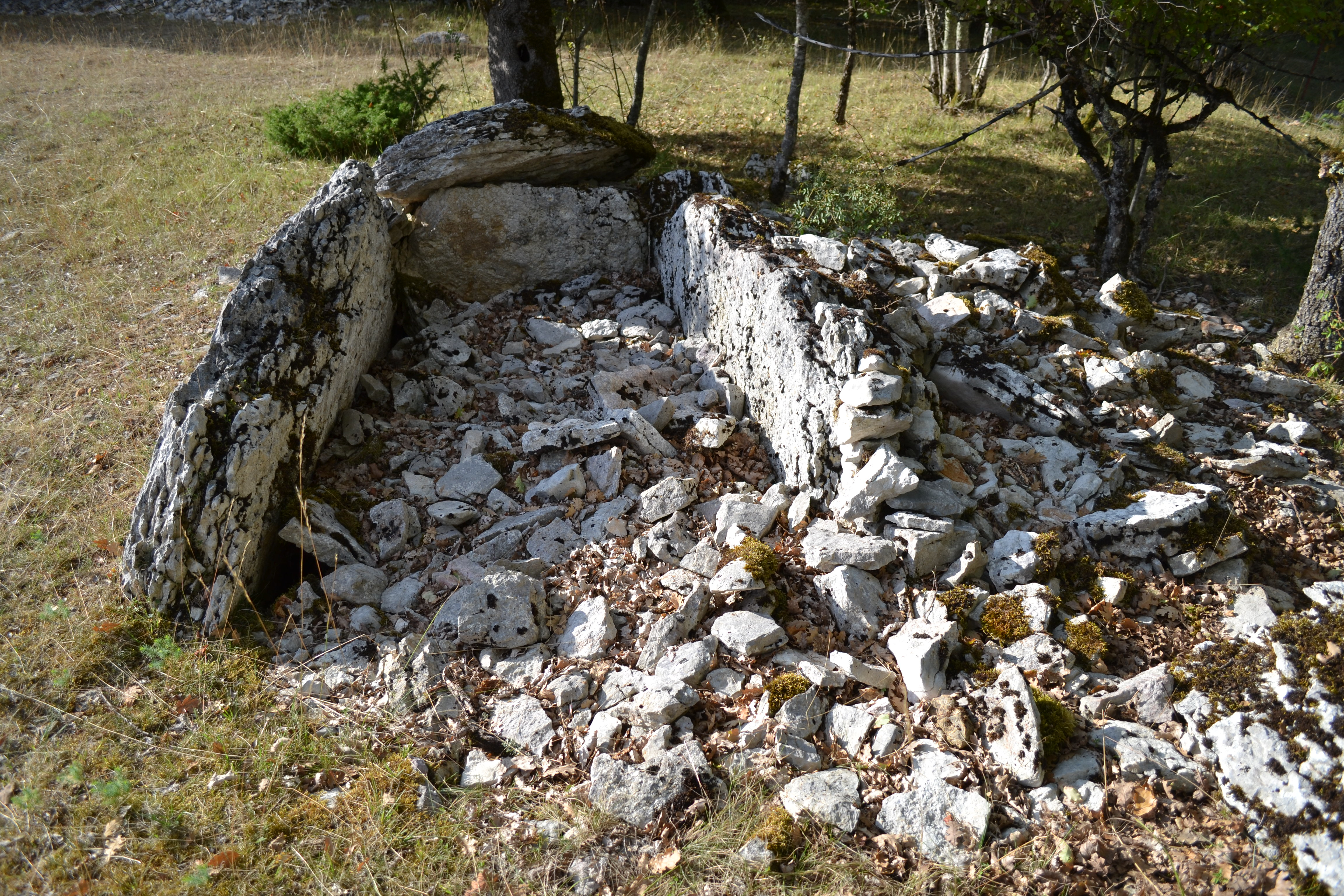
Dolmen de Combe-de-Saule n°1.
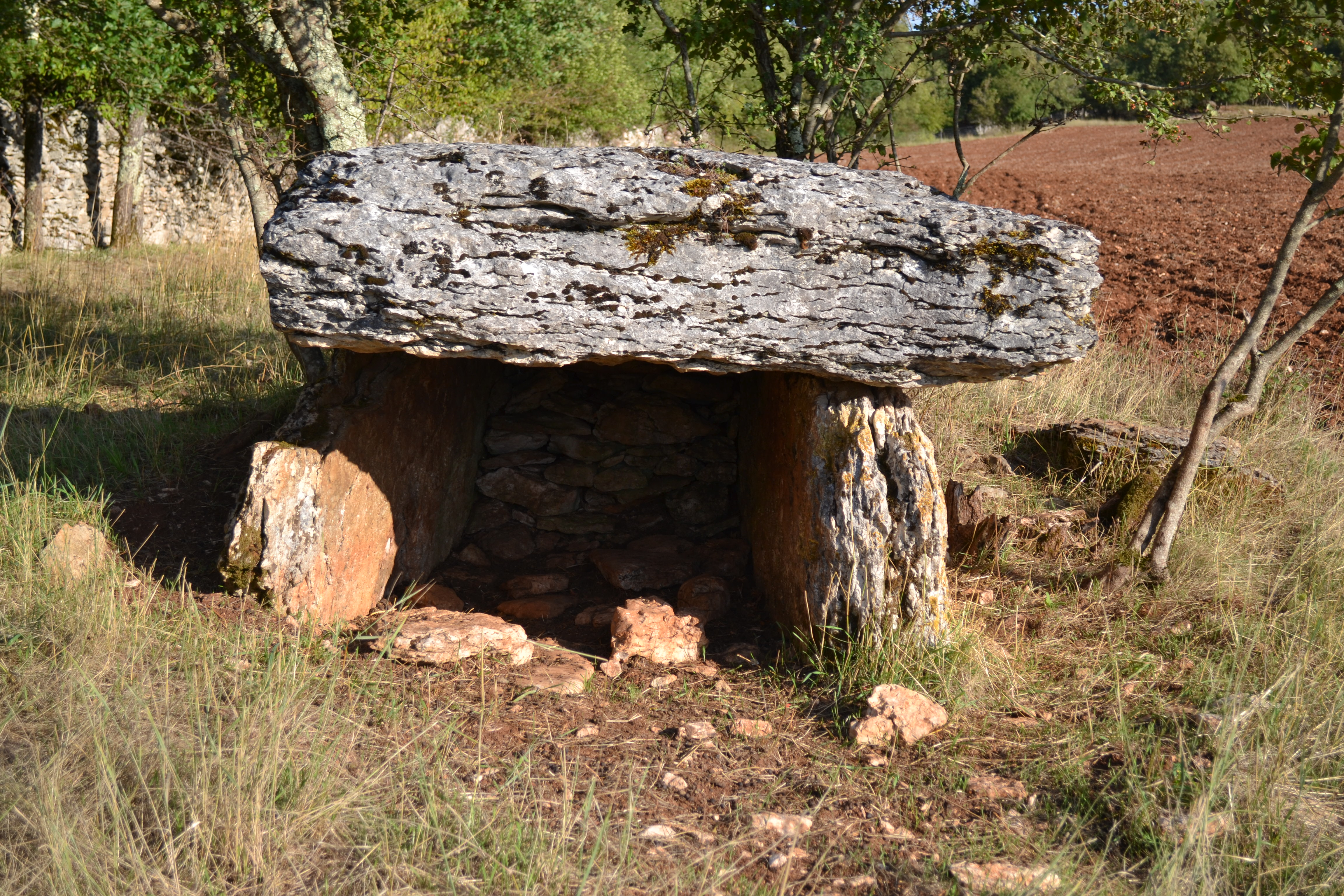
Dolmen de Combe-de-Saule n°3.
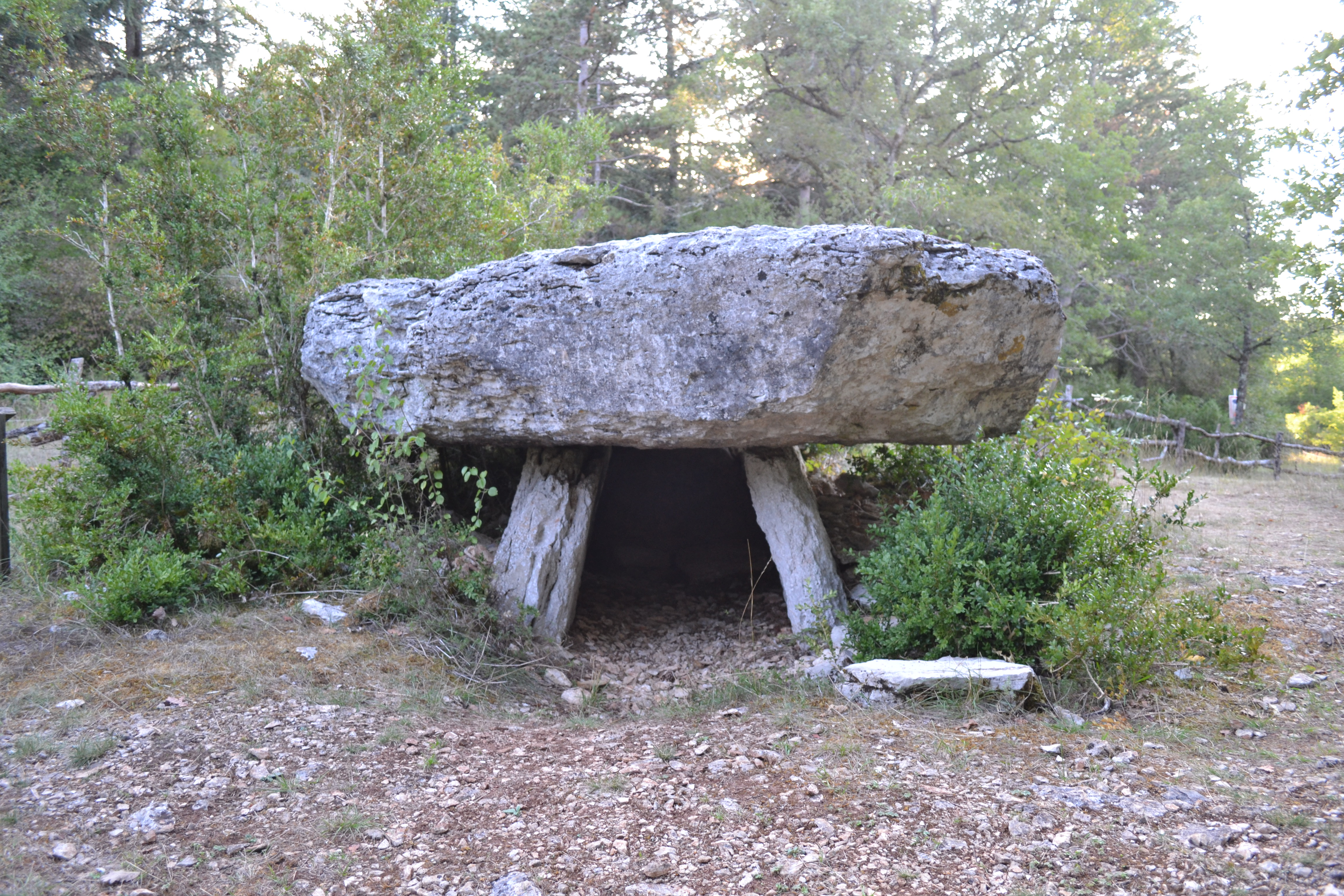
Dolmen Mas-Jean-Blanc
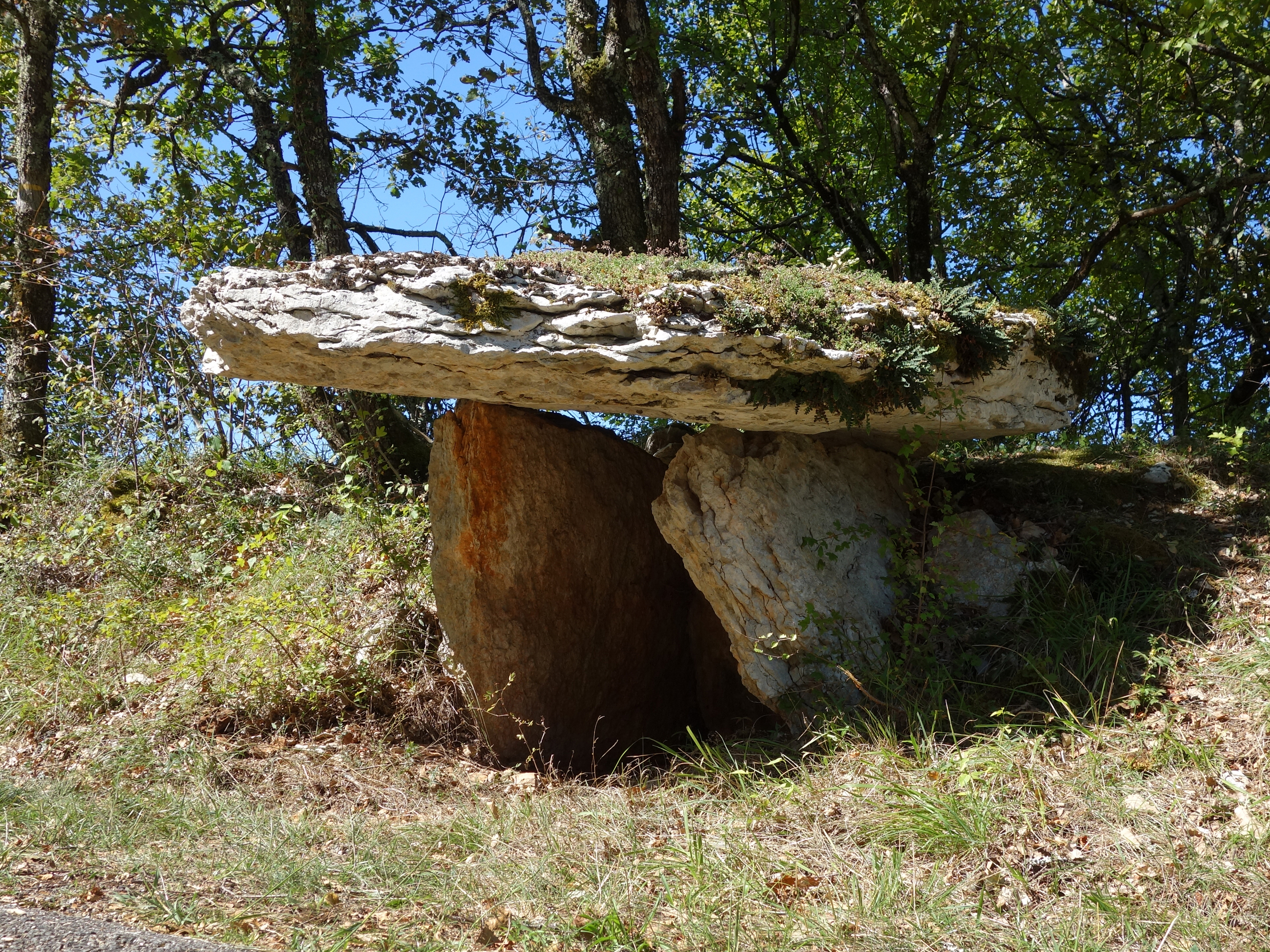
Dolmen du Cune

### Personnalités liées à la commune
- Jean-Pierre Falret (1794-1870), médecin aliéniste français, est né et mort dans la commune.
- Émile Delmas (homme politique, 1885-1948)

## Voir aussi

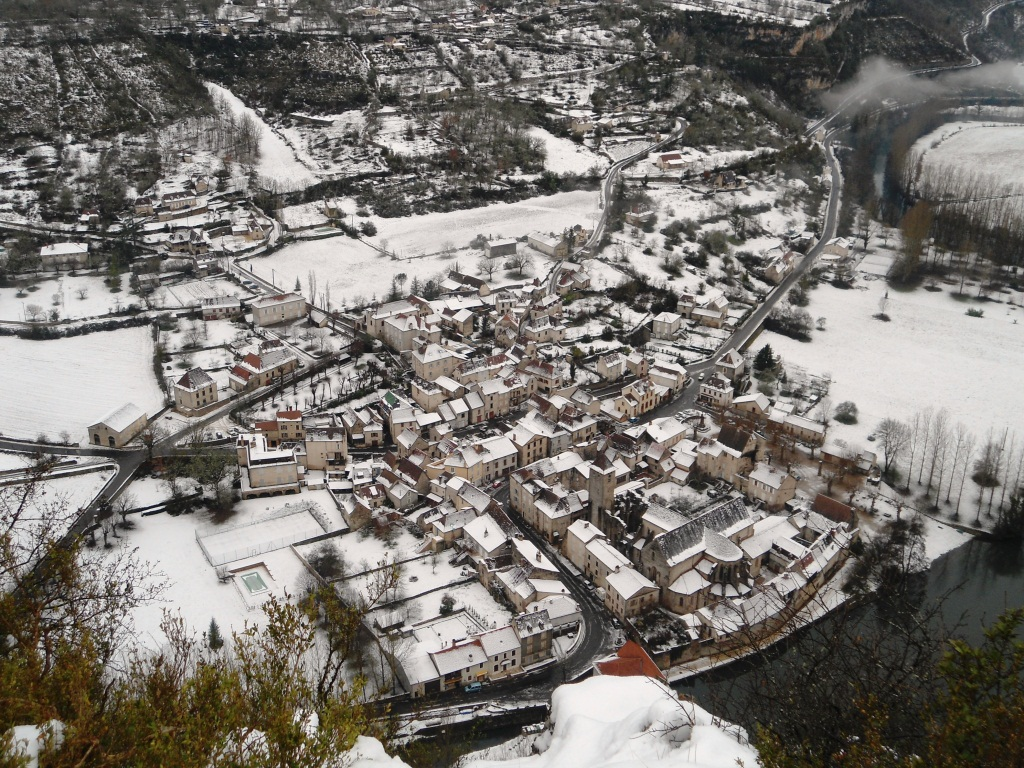
Marcilhac sous la neige.

### Site de l'Insee
1. ↑  « La grille communale de densité », sur le site de l'Insee, 28 mai 2024 (consulté le 28 juin 2024).
2. ↑  Insee, « Métadonnées de la commune de Marcilhac-sur-Célé ».
3. ↑  « Base des aires d'attraction des villes 2020. », sur le site de l'Insee, 21 octobre 2020 (consulté le 28 juin 2024).
4. ↑  Marie-Pierre de Bellefon, Pascal Eusebio, Jocelyn Forest, Olivier Pégaz-Blanc et Raymond Warnod (Insee), « En France, neuf personnes sur dix vivent dans l’aire d’attraction d’une ville », sur le site de l'Insee, 21 octobre 2020 (consulté le 28 juin 2024).
5. ↑  « REV T1 - Ménages fiscaux de l'année 2018 à Marcilhac-sur-Célé » (consulté le 5 février 2022).
6. ↑  « REV T1 - Ménages fiscaux de l'année 2018 dans le Lot » (consulté le 5 février 2022).
7. 1 2  « Emp T1 - Population de 15 à 64 ans par type d'activité en 2018 à Marcilhac-sur-Célé » (consulté le 5 février 2022).
8. ↑  « Emp T1 - Population de 15 à 64 ans par type d'activité en 2018 dans le Lot » (consulté le 5 février 2022).
9. ↑  « Emp T1 - Population de 15 à 64 ans par type d'activité en 2018 dans la France entière » (consulté le 5 février 2022).
10. ↑  « Base des aires d'attraction des villes 2020 », sur site de l'Insee (consulté le 10 avril 2021).
11. ↑  « Emp T5 - Emploi et activité en 2018 à Marcilhac-sur-Célé » (consulté le 5 février 2022).
12. ↑  « ACT T4 - Lieu de travail des actifs de 15 ans ou plus ayant un emploi qui résident dans la commune en 2018 » (consulté le 5 février 2022).
13. ↑  « ACT G2 - Part des moyens de transport utilisés pour se rendre au travail en 2018 » (consulté le 5 février 2022).
14. ↑  « DEN T5 - Nombre d'établissements par secteur d'activité au 31 décembre 2019 à Marcilhac-sur-Célé » (consulté le 14 février 2022).
15. ↑  « DEN T5 - Nombre d'établissements par secteur d'activité au 31 décembre 2019 dans le Lot » (consulté le 14 février 2022).

### Autres sources
1. ↑  Carte IGN sous Géoportail
2. ↑  Jean-Noël Salomon, « Le causse de Gramat et ses alentours : les atouts du paysage karstique », Karstologia, no 35,‎ 2000, p. 1-12 (ISSN 0751-7688) Description du causse de Gramat (géologie, climat, sol, végétation, hydrologie, occupation humaine, atouts paysagers et patrimoniaux, 6 figures, 9 photos et une carte A3 hydro-karsto-spéléologie du causse de Gramat..
3. ↑  « Le Ressel - Récit de Jochen Hasenmayer », sur plongeesout.com (consulté le 9 juin 2019).
4. ↑  « Émergence du Ressel 1980 - 1990 », sur plongeesout.com (consulté le 9 juin 2019).
5. ↑  « Nouveau record pour Rick Stanton & John Volanthen au Ressel 6.3 kilometres », sur lac-du-bourget.fr (consulté le 9 juin 2019).
6. ↑  « Un aller retour en plongée souterraine de 2.5 km à l’intérieur du Ressel Vidéo », sur lac-du-bourget.fr (consulté le 9 juin 2019).
7. 1 2  Daniel Joly, Thierry Brossard, Hervé Cardot, Jean Cavailhes, Mohamed Hilal et Pierre Wavresky, « Les types de climats en France, une construction spatiale », Cybergéo, revue européenne de géographie - European Journal of Geography, no 501,‎ 18 juin 2010 (DOI 10.4000/cybergeo.23155, lire en ligne, consulté le 14 novembre 2023)
8. ↑  « Zonages climatiques en France métropolitaine. », sur pluiesextremes.meteo.fr (consulté le 14 novembre 2023).
9. ↑  « Orthodromie entre Marcilhac-sur-Célé et Faycelles », sur fr.distance.to (consulté le 14 novembre 2023).
10. ↑  « Station Météo-France « Faycelles » (commune de Faycelles) - fiche climatologique - période 1991-2020 », sur donneespubliques.meteofrance.fr (consulté le 14 novembre 2023).
11. ↑  « Station Météo-France « Faycelles » (commune de Faycelles) - fiche de métadonnées. », sur donneespubliques.meteofrance.fr (consulté le 14 novembre 2023).
12. ↑  « Climadiag Commune : diagnostiquez les enjeux climatiques de votre collectivité. », sur meteofrance.fr, novembre 2022 (consulté le 14 novembre 2023).
13. ↑  « Les espaces protégés. », sur le site de l'INPN (consulté le 10 mai 2022).
14. ↑  « Liste des espaces protégés sur la commune », sur le site de l'inventaire national du patrimoine naturel (consulté le 2 septembre 2021).
15. ↑  « Le parc naturel régional des Causses du Quercy – charte 2012-2024 »(Archive.org • Wikiwix • Archive.is • Google • Que faire ?), sur parc-causses-du-quercy.fr (consulté le 8 mai 2021).
16. ↑  [PDF]« Le parc naturel régional des Causses du Quercy – charte 2012-2024 - le rapport »(Archive.org • Wikiwix • Archive.is • Google • Que faire ?), sur parc-causses-du-quercy.fr (consulté le 8 mai 2021).
17. ↑  « - fiche descriptive », sur le site de l'inventaire national du patrimoine naturel (consulté le 1er septembre 2021).
18. ↑  « le géoparc des Causses du Quercy »(Archive.org • Wikiwix • Archive.is • Google • Que faire ?), sur le site des Géoparks de l'Unesco (consulté le 26 août 2021).
19. ↑  « Géoparc des Causses du Quercy - fiche descriptive », sur le site de l'inventaire national du patrimoine naturel (consulté le 1er septembre 2021).
20. ↑  « les « falaises lotoises (rapaces) » - fiche descriptive », sur le site de l'inventaire national du patrimoine naturel (consulté le 2 septembre 2021).
21. ↑  Réseau européen Natura 2000, Ministère de la transition écologique et solidaire
22. ↑  « Liste des zones Natura 2000 de la commune de Marcilhac-sur-Célé », sur le site de l'Inventaire national du patrimoine naturel (consulté le 2 septembre 2021).
23. ↑  « site Natura 2000 FR7300913 - fiche descriptive », sur le site de l'inventaire national du patrimoine naturel (consulté le 2 septembre 2021).
24. 1 2  « Liste des ZNIEFF de la commune de Marcilhac-sur-Célé », sur le site de l'Inventaire national du patrimoine naturel (consulté le 2 septembre 2021).
25. ↑  « ZNIEFF les « bois et prairies du vallon du Verboul et des combes tributaires » - fiche descriptive », sur le site de l'inventaire national du patrimoine naturel (consulté le 2 septembre 2021).
26. ↑  « ZNIEFF le « Clau de Mayou et pelouses sèches des boissières » - fiche descriptive », sur le site de l'inventaire national du patrimoine naturel (consulté le 2 septembre 2021).
27. ↑  « ZNIEFF les « combe de Bazos, bois de Mars, Camp du Verdier et pech de Fourès » - fiche descriptive », sur le site de l'inventaire national du patrimoine naturel (consulté le 2 septembre 2021).
28. ↑  « ZNIEFF les « pelouses landes et bois de la combe Bédis, du pech Ladret et du bois Commun » - fiche descriptive », sur le site de l'inventaire national du patrimoine naturel (consulté le 2 septembre 2021).
29. ↑  « ZNIEFF la « rivière Célé » - fiche descriptive », sur le site de l'inventaire national du patrimoine naturel (consulté le 2 septembre 2021).
30. ↑  « ZNIEFF la « basse vallée du Célé » - fiche descriptive », sur le site de l'inventaire national du patrimoine naturel (consulté le 2 septembre 2021).
31. ↑  « CORINE Land Cover (CLC) - Répartition des superficies en 15 postes d'occupation des sols (métropole). », sur le site des données et études statistiques du ministère de la Transition écologique. (consulté le 14 avril 2021).
32. 1 2 3  « Les risques près de chez moi - commune de Marcilhac-sur-Célé », sur Géorisques (consulté le 17 octobre 2022).
33. ↑  BRGM, « Évaluez simplement et rapidement les risques de votre bien », sur Géorisques (consulté le 13 septembre 2022).
34. ↑  DREAL Occitanie, « CIZI », sur occitanie.developpement-durable.gouv.fr (consulté le 13 septembre 2022).
35. ↑  « Dossier départemental des risques majeurs dans le Lot », sur lot.gouv.fr (consulté le 13 septembre 2022), partie 1 -  chapitre Risque inondation.
36. ↑  « Dossier départemental des risques majeurs dans le Lot », sur lot.gouv.fr (consulté le 13 septembre 2022).
37. ↑  « Dossier départemental des risques majeurs dans le Lot », sur lot.gouv.fr (consulté le 13 septembre 2022), chapitre Mouvements de terrain.
38. 1 2  « Liste des cavités souterraines localisées sur la commune de Marcilhac-sur-Célé », sur georisques.gouv.fr (consulté le 13 septembre 2022).
39. ↑  « Retrait-gonflement des argiles », sur le site de l'observatoire national des risques naturels (consulté le 13 septembre 2022).
40. ↑  Article R214-112 du code de l’environnement
41. ↑  « barrage de Grandval », sur barrages-cfbr.eu (consulté le 13 septembre 2022).
42. ↑  « barrage de Sarrans », sur barrages-cfbr.eu (consulté le 13 septembre 2022).
43. ↑  « Dossier départemental des risques majeurs dans le Lot », sur lot.gouv.fr (consulté le 13 septembre 2022), chapitre Risque rupture de barrage.
44. ↑  Gaston Bazalgues, « Les noms des communes du Parc », Les cahiers scientifiques du Parc naturel régional des Causses du Quercy, vol. 1,‎ 2014, p. 115 (lire en ligne).
45. ↑  « Les maires de Marcilhac-sur-Célé », sur Site francegenweb, 19 février 2011 (consulté le 23 octobre 2017).
46. ↑  L'organisation du recensement, sur insee.fr.
47. ↑  Calendrier départemental des recensements, sur insee.fr.
48. ↑  Des villages de Cassini aux communes d'aujourd'hui sur le site de l'École des hautes études en sciences sociales.
49. ↑  Fiches Insee - Populations de référence de la commune pour les années 2006, 2007, 2008, 2009, 2010, 2011, 2012, 2013, 2014, 2015, 2016, 2017, 2018, 2019, 2020, 2021 et 2022.
50. ↑  « Les régions agricoles (RA), petites régions agricoles(PRA) - Année de référence : 2017 », sur agreste.agriculture.gouv.fr (consulté le 14 février 2022).
51. ↑  Présentation des premiers résultats du recensement agricole 2020, Ministère de l’agriculture et de l’alimentation, 10 décembre 2021
52. ↑  « Fiche de recensement agricole - Exploitations ayant leur siège dans la commune de Marcilhac-sur-Célé - Données générales », sur recensement-agricole.agriculture.gouv.fr (consulté le 14 février 2022).
53. ↑  « Ancienne abbaye Saint-Pierre », sur pop.culture.gouv.fr (consulté le 6 juin 2021).
54. ↑  « Maison du Roy », notice no PA00095156, sur la plateforme ouverte du patrimoine, base Mérimée, ministère français de la Culture.
55. ↑  « Puits romain », notice no PA00095157, sur la plateforme ouverte du patrimoine, base Mérimée, ministère français de la Culture.
56. ↑  Bruno Marc, Dolmens et menhirs du Quercy : 25 circuits de découverte préhistorique, Sète, Nouvelles Presses du Languedoc, 2010, 165 p. (ISBN 978-2-35414-036-6), p. 57-60.
57. ↑  « Le dolmen de la Dévèze-Sud à Marcilhac-sur-Célé », Bulletin de la Société préhistorique française, no Tome 93, N.3,‎ 1996, pp. 425-433 (www.persee.fr/web/revues/home/prescript/article/bspf_0249-7638_1996_num_93_3_10186).